# Яххотеп I

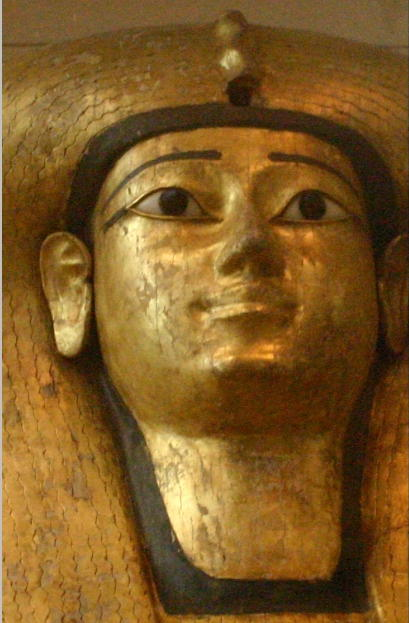
Саркофаг цариці Яххотеп I, яка царювала під час пізньої 17-ї династії

Яххотеп, Аххотеп (єгипет. 3h-htp3h-htp — «Ях (бог місяця) задоволений») — давньоєгипетська цариця, 
У шлюбі з фараоном Таа II Секененра народила фараонів-визволителів Камоса і Яхмоса I.
Поки чоловік і сини боролися за звільнення країни від панування гіксосів, Яххотеп фактично керувала країною в тодішньому центрі об'єднання країни — Фівах.
Після смерті чоловіка Яххотеп стала регенткою при сині. Очолила війська і давала відсіч заколотникам.
Мала титули: Велика дружина царя, донька царя, сестра царя, дружина царя, мати царя.
Єгиптологи XXI століття вважають, що ім'я Яххотеп мали дві цариці періоду XVII—XVIII династії.

## Поховання
Її недоторкана могила була знайдена у 1859 році біля Курни. Мумія знаходилась в труні з завезеної деревини — кедру, вкритого золотом. Голова в хвилястій перуці богині Хатхор, яка прикрашена коброю. Гробницю без охорони незабаром спустошили і золото потрапило до місцевого начальника, який на судні хотів переправити прикраси з Єгипту. Але директор служби старожитностей Огюст Маріетт виявив завзятість і прикраси повернулись в Каїрський музей. Серед предметів з гробниці є і жіночі і чоловічі речі: великий золотий посох, наручний браслет лучника, накінечник списа, тринадцять бойових сокир з бронзи, золота і срібла. Леза однієї сокири прикрашали егейські мотиви — гриф і сфінкс, який тримає голову ворога. Егейські мотиви були і на кинджалі: дві бичачі голови і полювання на лева. Найбільшою знахідкою були два ордени Золотої мухи. Цими підвісками у вигляді двох комах нагороджували за видатні досягнення на полі бою.

## Культурний вплив
Яххотеп — одна з головних діючих осіб роману Наґіба Махфуза «Війна у Фівах» і головна героїня трилогії Крістіана Жака «Гнів богів». Обидва твори розповідають про звільнення Єгипту з-під влади гіксосів.